# Balásy Ferenc Xavér
Balásy Ferenc Xavér Ágost (Buda-Vár, 1748. augusztus 25. – 1828 után) jezsuita szerzetes, budai főjegyző.

## Élete

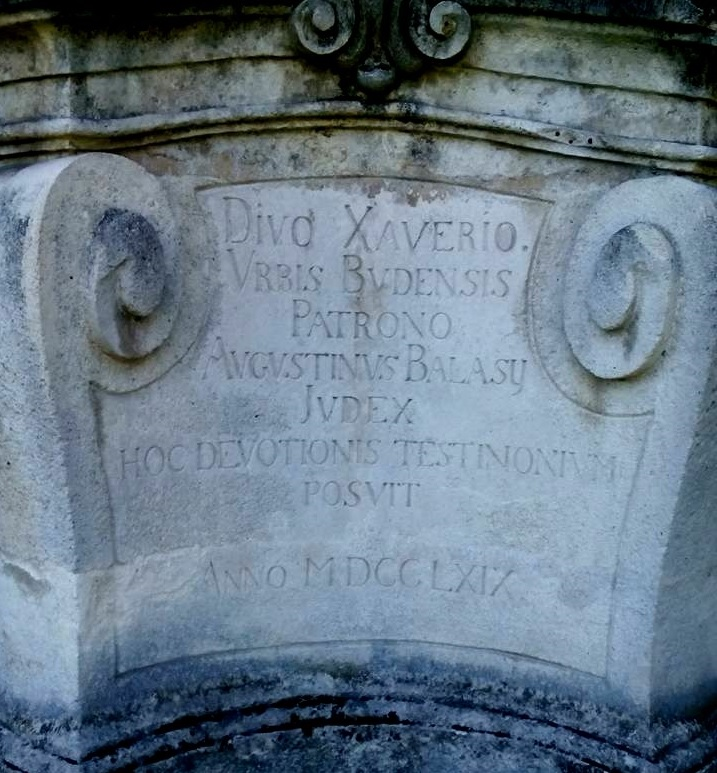
A Xavéri Szent Ferenc szobor talpazatán olvasható latin nyelvű felirat: „DIVO XAVIERO VERBIS BVDENSIS PATRONO AVGVSTINVS BALÁSY JVDEX HOC DEVOTIONIS TESTIMONIVM POSVIT ANNO MDCCLXIX”

Balásy Ágoston budai bíró és Herselli Mária fia. Bécsben volt rhetor, amikor 1762-ben a trencséni rendházba felvették; a szerzet eltörlése után (1773) Komáromban a szónoklattant tanította. 1777. július 7-én Buda városának polgára lett. 1778-tól ugyanitt törvényszéki aljegyzőként működött, 1780-ben főjegyző, majd 1790-ben városi tanácsos lett. 1790-ben a Budára visszahozott Szent Koronát üdvözölte, majd 1795 és 1797 között városi bíróként tevékenykedett. 1795-ben Kalmárffy Ignác korábbi bíró és Laszlovszky József bepanaszolták. 1808-ban polgármester lett, később pedig királyi udvarnok.
Apja, az akkori városbíró 1769-ben egy mészkőszobrot állíttatott Buda egykori patrónusának, Xavéri Szent Ferenc tiszteletére a Szentháromság téren. A rongálódott szobor jelenleg a XI. kerületben, az Amerikai temetőben található.

## Munkái
- Oratio de collegio Pazmaniano. Viennae, 1769
- Prosphoneticon, quod, cum universa studiorum academia inauguraretur civit, Budensis honoribus. Budae, 1780 (Schönwisner In Romanorum iter per Pannoniam ripam cz. munkája elé nyomatott beszéd)
- Salutatio excelsis sacrae Hungariae coronae custodibus dum eadem Budam subintraret dicta. Uo. 1790